# 八寿子
八寿子（やすこ、1981年3月2日 - ）は、日本の漫画家。千葉県在住。
『デラックスBetsucomi』（小学館）2002年8月5日号に掲載された「アタシの気持ち」でデビュー。以後、『ベツコミ』本誌などで作品を発表。『こんな未来は聞いてない!!』が、新FODオリジナルドラマ（全10話）として2018年9月29日に配信開始した。

## 作品リスト
全て小学館、フラワーコミックスから刊行されている。
- やくそく（2005年8月26日発売[3]、原作:喜多一郎、ISBN 4-09-130200-9） 
  - ライフ・オン・ザ・ロングボード（『デラックスBetsucomi』2005年4月5日号）
  - 星砂の島、私の島（『デラックスBetsucomi』2004年4月5日号、6月5日号）
- ゆめならさめないで（2006年8月25日発売[4]、ISBN 4-09-130566-0）
  - ゆめならさめないで
  - 七色戀歌（『デラックスBetsucomi』2006年4月24日号）
  - ビースト&ビューティ（『ベツコミ』2006年3月号）
- たとえこの花が咲かなくても（2007年3月26日発売[5]、ISBN 978-4-09-130896-2）
  - コスモス
  - ユキチ日和（『ベツコミ』2006年9月号）
  - トベナイツバサ
- 真夜中エクスプレス（2008年1月25日発売[6]、ISBN 978-4-09-131427-7）
  - 真夜中☆エクスプレス（『デラックスベツコミ』2007年4月春の超!特大号）
  - 月曜日は秘密のロマンス（『ベツコミ』2007年4月号）
  - デイドリーマー（『ベツコミ』2005年9月号特別ふろく『Pure Love Stories』）
  - 2年G組ロミオとジュリエット!（『デラックスベツコミ』2005年夏の超!特大号）
  - 24通でした。〜真夜中エクスプレス裏メイキング〜（描きおろし）
- ホリデイ（2008年9月26日発売[7]、『ベツコミ』2007年8月号、2008年1月号、『デラックスベツコミ』2008年4月春の超!特大号、8月夏の超!特大号、ISBN 978-4-09-132023-0、全1巻）
  - ホリデイ〜彼の休日〜（描きおろし）
  - デイドリーム・ワールド（『ベツコミ』2007年12月号）
  - 夢、無限大〜ホリデイ裏メイキング〜（描きおろし）
- チェリーズファイト（2009年3月26日発売[8]、ISBN 978-4-09-132233-3）
  - チェリーズファイト（『ベツコミ』2008年9月号）
  - ケッペキ姫とマセガキ王子（『ベツコミ』2008年2月号別冊ふろく）
  - ミスコンの姐御
  - 秘密のヘタレ剣士（『デラックスベツコミ』2007年9月24日号）
- チェリーなぼくら（『ベツコミ』2009年4月号 - 6月号、8月号 - 12月号、全2巻）
  1. 2009年8月26日発売[9]、ISBN 978-4-09-132679-9
    - クールショット
    - 史上最強スウィートハート（『デラックスBetsucomi』2004年2月号）

  2. 2010年1月26日発売[10]、ISBN 978-4-09-133108-3
    - チェリーなぼくら 番外編
- VS男の子（2010年9月24日発売[11]、『ベツコミ』2010年3月号[12] - 5月号、ISBN 978-4-09-133395-7、全1巻）
  - セラピーのじかん
  - リミット
- 椿ちゃんの悩みごと（2010年9月24日発売[13]、ISBN 978-4-09-133395-7、全1巻）
  - 豊くんの悩みごと
- 失恋のススメ（2011年6月24日発売[14]、『ベツコミ』2011年3月号[15] - 、ISBN 978-4-09-133804-4）
  - ご一緒に♡も温めますか?（『ベツコミ』2010年10月号）
- 8月のまなざし（2012年2月24日発売[16]、ISBN 978-4-09-134319-2）
  - 8月のまなざし（『ベツコミ』2011年8月号）
  - 8月のエクストラ（『デラックスベツコミ』2011年11月秋の超!特大号）
  - 冬はつとめて（『ベツコミ』2012年1月号）
  - ハラキュン☆[17]（『ベツコミ』2011年2月号）
  - 両手に君（『デラックスベツコミ』2011年1月冬の超!特大号）
- 先生さようなら（2012年8月24日発売[18]、『ベツコミ』2012年3月号 - 7月号、ISBN 978-4-09-134590-5、全1巻）
- カレカノ ゴッコ（2013年5月24日発売[19]、『ベツコミ』2013年1月号[20] - 3月号、ISBN 978-4-09-135260-6、全1巻）
  - ガール･ミーツ･ボーイ（『デラックスベツコミ』2012年12月秋の超!特大号）
  - ぼくのユウレイ（『デラックスBetsucomi』2003年12月秋の超!特大号）
- ハイライト（2013年7月26日発売[21]、ISBN 978-4-09-135439-6）
  - ハイライト（『ベツコミ』2013年6月号別冊ふろく『月刊 八寿子 Sensitive』）
  - スコール（『デラックスベツコミ』2008年12月秋の超!特大号）
- ホーム スイート ホーム（2014年、全2巻）
  1. 2014年10月24日発売[22]、『ベツコミ』2014年2月号、4月号、8月号、『デラックスベツコミ』2014年6月初夏の超!特大号、8月夏の超!特大号、ISBN 978-4-09-136403-6
  2. 2015年3月26日発売[23]、『ベツコミ』2014年11月号、『デラックスベツコミ』2014年10月初秋の超!特大号、12月秋の超!特大号、2015年2月冬の超!特大号、ISBN 978-4-09-136825-6
- プチ･フルール（2015年11月26日発売[24]、ISBN 978-4-09-137785-2）
  - プチ･フルール（『ベツコミ』2015年6月号）
  - キレると怖い鬼屋敷くん（『デラックスベツコミ』2013年10月初秋の超!特大号）
  - キレると怖い鬼屋敷くん-ファーストコンタクト-（『デラックスベツコミ』2013年10月初秋の超!特大号）
  - オレンジノスタルジア（『ベツコミ』2013年11月号）
- こんな未来は聞いてない!![25]（2015年 - 2018年、全7巻）
  1. 2016年4月26日発売[26][27]、『ベツコミ』2015年11月号[28] - 2016年3月号、ISBN 978-4-09-138285-6
  2. 2016年9月26日発売[29]、『ベツコミ』2016年4月号 - 8月号、ISBN 978-4-09-138490-4
  3. 2017年3月24日発売[30]、『ベツコミ』2016年9月号、11月号 - 2017年2月号、ISBN 978-4-09-139126-1
    - Making of こんな未来は聞いてない!!（描きおろし）

  4. 2017年7月26日発売[31]、『ベツコミ』2017年3月号 - 7月号、ISBN 978-4-09-139463-7
  5. 2017年12月26日発売[32]、『ベツコミ』2017年8月号 - 12月号、ISBN 978-4-09-139729-4
  6. 2018年5月25日発売[33]、『ベツコミ』2018年1月号 - 5月号[34]、ISBN 978-4-09-870099-8
  7. 2019年1月25日発売[35][36]、『ベツコミ』2018年11月号[37] - 2019年1月号、ISBN 978-4-09-870333-3
    - まな板の上の高柳くん（『ベツコミ』2018年8月号[38] - 9月号[39]）
- 晃くんかもしれないし晃ちゃんかもしれない（2020年 - 2021年、全2巻）
  1. 2020年12月25日発売[40][41]、『ベツコミ』2020年6月号[42] - 12月号、ISBN 978-4-09-871157-4
  2. 2021年8月26日発売[43]、『ベツコミ』2021年2月号、4月号、6月号、8月号[44]、ISBN 978-4-09-871391-2
- 青春の霹靂[45]（『ベツコミ』2021年11月号[46] - 2023年11月号[47]、既刊4巻）
  1. 2022年2月25日発売[48][49]、『ベツコミ』2021年11月号[46] - 2022年2月号、ISBN 978-4-09-871619-7
  2. 2022年7月26日発売[50]、『ベツコミ』2022年4月号 - 7月号、ISBN 978-4-09-871701-9
    - 青春の霹靂 番外編[51]（『ベツコミ』2022年3月号）

  3. 2022年12月26日発売[52]、『ベツコミ』2022年9月号 - 12月号、ISBN 978-4-09-871786-6
    - 青春の霹靂 番外編[53]（『ベツコミ』2022年8月号）

  4. 2023年7月26日発売[54]、ISBN 978-4-09-872099-6
    - 青春の霹靂 番外編（『ベツコミ』2023年1月号[55]）
- かわいいのは俺である（『コミックDAYS』2025年1月8日 - ）
  1. 2025年5月14日発売[56][57]、ISBN 978-4-06-539527-1

### アンソロジー
- Pure Love Seasons 2 海 〜夏･告白〜[58]（2014年6月26日発売[59]、ISBN 978-4-09-136168-4）
  - 18歳の夏休み（『ベツコミ』2012年9月号）
- Pure Love Seasons 2 星空 〜秋･キス〜[60]（2014年9月26日発売[61]、ISBN 978-4-09-136394-7）
  - オレンジノスタルジア（『ベツコミ』2013年11月号）
- 純愛中毒[62]（2015年7月24日発売[63]、ISBN 978-4-09-137740-1）
  - 8月のまなざし（『ベツコミ』2011年8月号）

### 単行本未収録作品
- アタシの気持ち（『デラックスBetsucomi』2002年8月5日号、デビュー作）
- エンドレス（『デラックスBetsucomi』2002年12月号）
- Powerを君に!（『デラックスBetsucomi』2003年6月号）
- マイ ディア アーティスト（『デラックスBetsucomi』2003年8月号）
- ハートに火をともせ（『ベツコミ』2004年9月号）
- ストーカーズ・ハイ（『ベツコミ』2005年12月号）
- 空とぼくたちの青（『デラックスベツコミ』2007年6月24日号）
- サマーポップ（『デラックスベツコミ』2015年8月号、『ベツフラ』2020年12号）
- あなたと私のマリアージュ（『デラックスベツコミ』2015年10月号、『ベツフラ』2020年2号）
- 結婚式の常識&マナー徹底ガイド[64][65]（『ゼクシィ』2018年1月号）
- もう1回結婚式するなら「絶対これします!」アドバイス[64][66]（『ゼクシィ』2018年7月号）
- たのしい4角関係のすすめ（『ベツコミ』2019年4月号[67] - 5月号）
- 飛び出せヒーロー[68]（『ベツコミ』2020年2月号）